# Miladini
Miladini su naseljeno mjesto u Republici Hrvatskoj u Zagrebačkoj županiji.

## Zemljopis
Administrativno su u sastavu Jastrebarskog. Naselje se proteže na površini od 0,97 km².

## Stanovništvo
Prema popisu stanovništva iz 2001. godine Miladini broje 73 stanovnika koji žive u 20 kućanstava. Gustoća naseljenosti iznosi 75,26 st./km².
| broj stanovnika | 139   | 135   | 135   | 162   | 144   | 129   | 105   | 105   | 97    | 105   | 111   | 103   | 85    | 79    | 73    | 58    | 50    |
|                 | 1857. | 1869. | 1880. | 1890. | 1900. | 1910. | 1921. | 1931. | 1948. | 1953. | 1961. | 1971. | 1981. | 1991. | 2001. | 2011. | 2021. |